# 연준범
연준범(1977년 3월 20일 ~ )은 대한민국의 가수이다. 현재 소속사는 HJB Cultures이다. 1997년에 음악 그룹 레비스(강정아,연준범)의 일원으로 데뷔하였으며, 2003년에 박희경,김한상(짭태우)(현 댄동단장태우)와 WEST로 활동하였다. 2005년에 솔로가수 YJB연준범로 전향하였다.
2003년에 WEST로 해외활동 시작으로 중국 , 일본 , 베트남 ,태국 등 다양한 활동을 해오고 있다.
현재 YJB연준범은 가수 겸 프로듀서로 국내,외 활동을 이어 나가고 있다

## 대표작
- 《마이 스타일리시 싱글 앨범》(My Stylish single album)(미안해)
- 《정규 앨범》(..리라)
- 《 싱글 앨범》(heaven)
- 《 싱글 앨범》(고마워요)
- 《 싱글 앨범》(둘이함께)

### 음반
- 1997년 《rebis》 혼성2인조 데뷔
- 1998년 《아이야》 혼성 3인조 앨범 발표 2000년 시드니 올림픽 공식채택앨범

```
       코리아나,바비킴 ,mbc 어린이 합창단 과 앨범 발표 활동 
```

- 2002년 《“WEST” 싱글 앨범》 발표
- 2003년 《“WEST” 정규앨범》 발표 MBC,KBS,SBS,KMTV,MTV,채널V,외 다수 방송
- 2005년 《마이 스타일리시 싱글 앨범》(My Stylish single album) 솔로 데뷔
- 2006년 《비기닝 정규 앨범》(나는) 정규앨범 발매
- 2007년 《 싱글 앨범》(고마워요)
- 2008년 《싱글 앨범》(YJB & G2SCHOOL)
- 2010년 《2010 남아공월드컵 응원 앨범》
- 2012년 《싱글 앨범》(둘이함께)
- 2014년 《싱글 앨범》(LOOK & ME)